# Порно за отмъщение
Порно за отмъщение е сексуален материал, разпространяван без съгласието на заснетата личност. Най-често жертви на този тип дейност са жени, заснети от бивши или настоящи сексуални партньори, а методът за разпространение обикновено е интернет. Понякога подобни материали се публикуват и от хакери или личности търсещи лична изгода.
Много често тези материали се публикуват с допълнителна информация, указваща името и други лични данни на заснетия човек. Този тип порнография е определяна като език на омразата, целящ да заглуши и дискриминира полово, сексуално и расово определена личност.
Поради зачестилите случаи на публикуване на такива материали много страни по света въвеждат закони, които криминализират тази практика и допълнително я дефинират. Някои от страните с такива закони са Германия, Израел, Канада, Япония, Бразилия, Великобритания и 18 щата в САЩ.
През 2015 Гугъл обявява, че ще елиминира порното за отмъщение от резултатите си. Преди това подобни мерки взимат Reddit и Twitter.